# Album al numero uno della classifica FIMI nel 2008
La presente lista elenca gli album che hanno raggiunto la prima posizione nella classifica settimanale italiana Artisti, stilata durante il 2008 dalla Federazione Industria Musicale Italiana, in collaborazione con Nielsen.
| Settimana        | Settimana    | Album                                     | Artista              | Settimane consecutive | Settimane totali | Fonte  |
| Inizio           | Fine         | Album                                     | Artista              | Settimane consecutive | Settimane totali | Fonte  |
| ---------------- | ------------ | ----------------------------------------- | -------------------- | --------------------- | ---------------- | ------ |
| 28 dicembre 2007 | 3 gennaio    | All the Best                              | Zucchero Fornaciari  | 2                     | 2                | [ 1 ]  |
| 4 gennaio        | 10 gennaio   | All the Best                              | Zucchero Fornaciari  | 2                     | 2                | [ 2 ]  |
| 11 gennaio       | 17 gennaio   | GiannaBest                                | Gianna Nannini       | 1                     | 1                | [ 3 ]  |
| 18 gennaio       | 24 gennaio   | Safari                                    | Jovanotti            | 2                     | 7                | [ 4 ]  |
| 25 gennaio       | 31 gennaio   | Safari                                    | Jovanotti            | 2                     | 7                | [ 5 ]  |
| 1º febbraio      | 7 febbraio   | Beat ReGeneration                         | Pooh                 | 4                     | 4                | [ 6 ]  |
| 8 febbraio       | 14 febbraio  | Beat ReGeneration                         | Pooh                 | 4                     | 4                | [ 7 ]  |
| 15 febbraio      | 21 febbraio  | Beat ReGeneration                         | Pooh                 | 4                     | 4                | [ 8 ]  |
| 22 febbraio      | 28 febbraio  | Beat ReGeneration                         | Pooh                 | 4                     | 4                | [ 9 ]  |
| 29 febbraio      | 6 marzo      | Safari                                    | Jovanotti            | 4                     | 7                | [ 10 ] |
| 7 marzo          | 13 marzo     | Safari                                    | Jovanotti            | 4                     | 7                | [ 11 ] |
| 14 marzo         | 20 marzo     | Safari                                    | Jovanotti            | 4                     | 7                | [ 12 ] |
| 21 marzo         | 27 marzo     | Safari                                    | Jovanotti            | 4                     | 7                | [ 13 ] |
| 28 marzo         | 3 aprile     | Il mondo che vorrei                       | Vasco Rossi          | 4                     | 4                | [ 14 ] |
| 4 marzo          | 10 aprile    | Il mondo che vorrei                       | Vasco Rossi          | 4                     | 4                | [ 15 ] |
| 11 marzo         | 17 aprile    | Il mondo che vorrei                       | Vasco Rossi          | 4                     | 4                | [ 16 ] |
| 18 marzo         | 24 aprile    | Il mondo che vorrei                       | Vasco Rossi          | 4                     | 4                | [ 17 ] |
| 25 aprile        | 1º maggio    | Hard Candy                                | Madonna              | 3                     | 3                | [ 18 ] |
| 2 maggio         | 8 maggio     | Hard Candy                                | Madonna              | 3                     | 3                | [ 19 ] |
| 9 maggio         | 15 maggio    | Hard Candy                                | Madonna              | 3                     | 3                | [ 20 ] |
| 16 maggio        | 22 maggio    | Safari                                    | Jovanotti            | 1                     | 7                | [ 21 ] |
| 23 maggio        | 29 maggio    | Per brevità chiamato artista              | Francesco De Gregori | 1                     | 1                | [ 22 ] |
| 30 maggio        | 5 giugno     | Secondo tempo                             | Ligabue              | 2                     | 2                | [ 23 ] |
| 6 giugno         | 12 giugno    | Secondo tempo                             | Ligabue              | 2                     | 2                | [ 24 ] |
| 13 giugno        | 19 giugno    | Viva la vida or Death and All His Friends | Coldplay             | 2                     | 2                | [ 25 ] |
| 20 giugno        | 26 giugno    | Viva la vida or Death and All His Friends | Coldplay             | 2                     | 2                | [ 26 ] |
| 27 giugno        | 3 luglio     | Non ti scordar mai di me                  | Giusy Ferreri        | 11                    | 11               | [ 27 ] |
| 4 luglio         | 10 luglio    | Non ti scordar mai di me                  | Giusy Ferreri        | 11                    | 11               | [ 28 ] |
| 11 luglio        | 17 luglio    | Non ti scordar mai di me                  | Giusy Ferreri        | 11                    | 11               | [ 29 ] |
| 18 luglio        | 24 luglio    | Non ti scordar mai di me                  | Giusy Ferreri        | 11                    | 11               | [ 30 ] |
| 25 luglio        | 31 luglio    | Non ti scordar mai di me                  | Giusy Ferreri        | 11                    | 11               | [ 31 ] |
| 1º agosto        | 7 agosto     | Non ti scordar mai di me                  | Giusy Ferreri        | 11                    | 11               | [ 32 ] |
| 8 agosto         | 14 agosto    | Non ti scordar mai di me                  | Giusy Ferreri        | 11                    | 11               | [ 33 ] |
| 15 agosto        | 21 agosto    | Non ti scordar mai di me                  | Giusy Ferreri        | 11                    | 11               | [ 34 ] |
| 22 agosto        | 28 agosto    | Non ti scordar mai di me                  | Giusy Ferreri        | 11                    | 11               | [ 35 ] |
| 29 agosto        | 4 settembre  | Non ti scordar mai di me                  | Giusy Ferreri        | 11                    | 11               | [ 36 ] |
| 5 settembre      | 11 settembre | Non ti scordar mai di me                  | Giusy Ferreri        | 11                    | 11               | [ 37 ] |
| 12 settembre     | 18 settembre | Death Magnetic                            | Metallica            | 1                     | 1                | [ 38 ] |
| 19 settembre     | 25 settembre | Psiche                                    | Paolo Conte          | 2                     | 2                | [ 39 ] |
| 26 settembre     | 2 ottobre    | Psiche                                    | Paolo Conte          | 2                     | 2                | [ 40 ] |
| 3 ottobre        | 9 ottobre    | Dig Out Your Soul                         | Oasis                | 1                     | 1                | [ 41 ] |
| 10 ottobre       | 16 ottobre   | Musica moderna                            | Ivano Fossati        | 1                     | 1                | [ 42 ] |
| 17 ottobre       | 23 ottobre   | Black Ice                                 | AC/DC                | 1                     | 1                | [ 43 ] |
| 24 ottobre       | 30 ottobre   | Questo sono io                            | Gigi D'Alessio       | 1                     | 1                | [ 44 ] |
| 31 ottobre       | 6 novembre   | Il cielo ha una porta sola                | Biagio Antonacci     | 1                     | 1                | [ 45 ] |
| 7 novembre       | 13 novembre  | Alla mia età                              | Tiziano Ferro        | 1                     | 3                | [ 46 ] |
| 14 novembre      | 20 novembre  | Primavera in anticipo                     | Laura Pausini        | 9                     | 9                | [ 47 ] |
| 21 novembre      | 27 novembre  | Primavera in anticipo                     | Laura Pausini        | 9                     | 9                | [ 48 ] |
| 28 novembre      | 4 dicembre   | Primavera in anticipo                     | Laura Pausini        | 9                     | 9                | [ 49 ] |
| 5 dicembre       | 11 dicembre  | Primavera in anticipo                     | Laura Pausini        | 9                     | 9                | [ 50 ] |
| 12 dicembre      | 18 dicembre  | Primavera in anticipo                     | Laura Pausini        | 9                     | 9                | [ 51 ] |
| 19 dicembre      | 25 dicembre  | Primavera in anticipo                     | Laura Pausini        | 9                     | 9                | [ 52 ] |

L'album che nel 2008 ha passato più tempo in cima alla classifica di vendita è Non ti scordar mai di me di Giusy Ferreri (11 settimane consecutive).